# Bruchus affinis
Bruchus affinis es una especie de escarabajo del género Bruchus, familia Chrysomelidae. Fue descrita científicamente por Frölich en 1799.
Mide 3-5 mm. Habita en Alemania, Suecia, Francia, Noruega, Austria, Italia, Finlandia, Checa, Países Bajos, Polonia, Ucrania, Bulgaria, Bélgica, Luxemburgo, Rusia, Suiza, Dinamarca, Estonia y Turquía. Se encuentra también en Norteamérica, donde es posiblemente una especie introducida.